# Miss Costa Rica

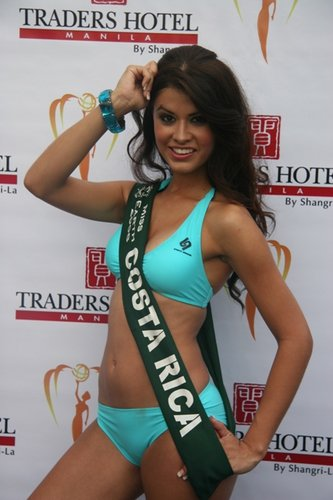
Wendy Cordero Sanchez, Miss World Costa Rica 2007 és Miss Earth 2008 résztvevő

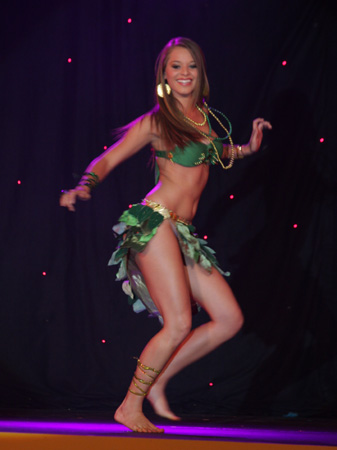
Maria Amalia Matamoros, Miss World Costa Rica 2008

A Miss Costa Rica általánosan használt elnevezése, megszólítása a Costa Rica-i szépségversenyek győzteseinek. Az országban több versenyt is szerveznek:
- Miss Costa Rica: 1954 óta rendezik meg, a győztese vesz részt a Miss Universe nemzetközi versenyen. 2006-ig a verseny második helyezettje utazott a Miss World versenyre. 1994-ig a győztes vagy valamelyik helyezett vett részt a Miss International versenyen.
- Miss World Costa Rica: 2007 óta megrendezett szépségverseny, a győztese a Miss World versenyre utazik, a helyezettek pedig a Miss Earth és Miss International versenyeken vesznek részt.

Costa Rica legjobb eredményét a Miss International versenyen aratta, ahol kétszer győzött, 1980-ban és 1983-ban.

## Miss Universe-résztvevők
A Miss Universe versenyen az 1954-ben alapított Miss Costa Rica verseny győztese vesz részt. A legjobb eredmény a legjobb 10 közé jutás volt 2004-ben és 2011-ben.
| Év   | Győztes                                | Állam            | Helyezés          |
| ---- | -------------------------------------- | ---------------- | ----------------- |
| 1954 | Marían Esquivel McKeown                | San José         | Top15 középdöntős |
| 1955 | Clemencia Martínez de Montis           | Distrito Capital |                   |
| 1956 | Anabella Granados                      | Heredia          |                   |
| 1957 | Sonia Cristina Icaza                   | San José         |                   |
| 1958 | Eugenia María Valverde Guardia         | Guanacaste       |                   |
| 1959 | Sonia Monturiol                        | Heredia          |                   |
| 1960 | Leila Rodríguez                        | San José         |                   |
| 1962 | Helvetia Albónico                      | Heredia          |                   |
| 1963 | Sandra Chrysopulos Morúa               | San José         |                   |
| 1964 | Dora Solé Gómez                        | San José         |                   |
| 1965 | Mercedes Pinagal                       | Guanacaste       |                   |
| 1966 | María Virginia Oreamuno                | Cartago          |                   |
| 1967 | Rosa María Fernández                   | Guanacaste       |                   |
| 1968 | Ana María Rivera                       | Distrito Capital |                   |
| 1969 | Clara Freda Antillón                   | Distrito Capital |                   |
| 1970 | Lilliam Berrocal                       | Cartago          |                   |
| 1971 | Rosa María Rivera                      | San José         |                   |
| 1972 | Victoria Eugenia (Vicky) Ross González | San José         |                   |
| 1973 | María del Rosario (Rossy) Mora Badilla | Alajuela         |                   |
| 1974 | Jeannette Rebeca Montagné              | Limón            |                   |
| 1975 | María de los Angeles Picado González   | Alajuela         |                   |
| 1976 | Silvia Jiménez Pacheco                 | Limón            |                   |
| 1977 | Claudia María Garnier Arias            | Puntarenas       |                   |
| 1978 | Maribel Fernández García               | San José         |                   |
| 1979 | Carla Facio Franco                     | Guanacaste       |                   |
| 1980 | Bárbara Bonilla Herrero                | Distrito Capital |                   |
| 1981 | Rosa Inés Solís Vargas                 | San José         |                   |
| 1982 | Lilliana Corella Espinoza              | Heredia          |                   |
| 1983 | María Gabriela Pozuela Castro          | Cartago          |                   |
| 1984 | Silvia Portilla Vásquez                | Guanacaste       |                   |
| 1985 | Rosibel Chacón Pereira                 | Puntarenas       |                   |
| 1986 | Aurora Velásquez Arigño                | Limón            |                   |
| 1987 | Ana María Bolaños Aguilar              | Alajuela         |                   |
| 1988 | Erika María Paoli González             | Heredia          |                   |
| 1989 | Luana Freer Bustamante                 | Distrito Capital |                   |
| 1990 | Julieta Posla Fuentes                  | Distrito Capital |                   |
| 1991 | Viviana Muñoz Fernández                | Distrito Capital |                   |
| 1992 | Jessica Stephanie Manley Fredrich      | Distrito Capital |                   |
| 1993 | Catalina Rodríguez Carranza            | San José         |                   |
| 1994 | Jasmín Morales Camacho                 | Limón            |                   |
| 1995 | Beatriz Alejandra Alvarado Mejía       | Cartago          |                   |
| 1996 | Dafne Zeledón Monge                    | Limón            |                   |
| 1997 | Gabriela Aguilar Chavarría             | Cartago          |                   |
| 1998 | Kisha Alvarado Murillo                 | Puntarenas       |                   |
| 1999 | Arianna Bolaños Ugalde                 | Guanacaste       |                   |
| 2000 | Laura Mata Mora                        | San José         |                   |
| 2001 | Paola Calderón Hütt                    | Guanacaste       |                   |
| 2002 | Merylin Villalta Castro                | Cartago          |                   |
| 2003 | Andrea Ovares López                    | San José         |                   |
| 2004 | Nancy Soto Martínez                    | Heredia          | Top10 középdöntős |
| 2005 | Johanna Fernández Madrigal             | Valle del Bosque |                   |
| 2006 | Fabriella María Quesada Sequeira       | Puntarenas       |                   |
| 2007 | Verónica María González Quesada        | Heredia          |                   |
| 2008 | María Teresa Rodríguez Rodríguez       | Alajuela         |                   |
| 2009 | Jessica María Umaña Solís              | Distrito Capital |                   |
| 2010 | Marva Wright Ureña                     | Distrito Capital |                   |
| 2011 | Johanna Solano                         |                  | Top 10            |

## Miss World-résztvevők
A Miss World versenyen 1965-ben vett rész először az ország, és 2006-ig a Miss Costa Rica verseny 2. helyezettjét küldték el rá. 2007 óta más szervezők külön versenyként szervezik meg a Miss World Costa Ricát. A legjobb eredménye a legjobb 15 közé jutás volt 1978-ban és 1986-ban.
| Év   | Versenyző                              | Állam               | Helyezés           |
| ---- | -------------------------------------- | ------------------- | ------------------ |
| 1965 | Marta Eugenia Escalante Fernández      | Puntarenas          | Top 16 középdöntős |
| 1966 | Sonia Mora                             | Heredia             |                    |
| 1967 | Marjorie Furniss                       | Limón               |                    |
| 1968 | Patricia Diers                         | Limón               |                    |
| 1969 | Damaris Ureña                          | Guanacaste          |                    |
| 1972 | Victoria Eugenia (Vicky) Ross González | San José            |                    |
| 1974 | Rose Marie Leprade Coto                | Guanacaste          |                    |
| 1975 | María Mayela Bolaños Ugalde            | Distrito Capital    |                    |
| 1976 | Ligia María Ramos Quesada              | Distrito Capital    |                    |
| 1977 | Carmen María Núñez Benavides           | Distrito Capital    |                    |
| 1978 | Maribel Fernández García               | San José            | Top 15 középdöntős |
| 1979 | Maríanela Brealey Mora                 | Heredia             |                    |
| 1980 | Marie Claire Tracy Coll                | Guanacaste          |                    |
| 1981 | Sucetty Salas Quintanilla              | Puntarenas          |                    |
| 1982 | Maureen Jiménez Solano                 | Distrito Capital    |                    |
| 1983 | María Meléndez Herrera                 | Distrito Capital    |                    |
| 1984 | Catalina María Blum Peña               | Distrito Capital    |                    |
| 1985 | Maríanela Herrera Marín                | Distrito Capital    |                    |
| 1986 | Ana Lorena González García             | San José            | Top15 középdöntős  |
| 1987 | Alexandra Eugenia Martínez Fuentes     | Puntarenas          |                    |
| 1988 | Virginia Steinvort                     | Alajuela            |                    |
| 1989 | María Antonieta Sáenz Vargas           | Limón               |                    |
| 1990 | Andrea Murillo Fallas                  | Alajuela            |                    |
| 1991 | Eugenie Jiménez Pacheco                | Heredia             |                    |
| 1992 | Marisol Soto Alarcón                   | San José            |                    |
| 1993 | Laura Odio Salas                       | Distrito Capital    |                    |
| 1994 | Silvia Ester Muñoz Mata                | Distrito Capital    |                    |
| 1995 | Shasling Navarro Aguilar               | San José            |                    |
| 1996 | Natalia Carvajal Lorenzo               | Cartago             |                    |
| 1997 | Rebeca Escalante Trejos                | San José            |                    |
| 1998 | María Luisa Ureña Salazar              | Distrito Capital    |                    |
| 1999 | Fiorella Martínez Martínez             | Heredia             |                    |
| 2000 | Cristine de Mezerville Ferreto         | Heredia             |                    |
| 2001 | Piarella Peralta Rodríguez             | Limón               |                    |
| 2003 | Shirley Alvárez Sandoval               | Guanacaste          |                    |
| 2004 | Shirley Calvo Jiménez                  | San José            |                    |
| 2005 | Leonora Jiménez Monge                  | Alajuela            |                    |
| 2006 | Bélgica Arias Palomo                   | Guanacaste          |                    |
| 2007 | Wendy del Carmen Cordero Sánchez       | Cartago             |                    |
| 2008 | María Amalia Matamoros Solis           | San Juan de Naranjo |                    |
| 2009 | Angie Catalina Alfaro Loria            | Alajuela            |                    |
| 2010 | Dayana Aguilera Sequeira               | Alajuela            |                    |
| 2011 | Paola Chaverri                         | Heredia             |                    |
| 2012 |                                        |                     |                    |
| 2013 | Yarley Marín                           |                     |                    |

## Miss International-résztvevők
A Miss International versenyen 1965-ben szerepelt először Costa Rica, és 1994-ig a Miss Costa Rica verseny győztese vagy valamelyik helyezettje vett részt rajta. 2003 óta több szervezet is megrendezte. A legjobb eredmény két Miss International-győzelem volt 1980-ban és 1983-ban.
| Év   | Név                                | Állam            | Helyezés           |
| ---- | ---------------------------------- | ---------------- | ------------------ |
| 1965 | Ana Koberg                         | Limón            |                    |
| 1968 | Ana María Rivera                   | Distrito Capital |                    |
| 1969 | Sonia Kohkemper                    | Cartago          |                    |
| 1970 | Haydée Brenes                      | Puntarenas       | Top 15 középdöntős |
| 1972 | Isabel Amador                      | San José         |                    |
| 1974 | Ilse Marie Von Herold              | Heredia          |                    |
| 1975 | María Lidieth Mora Badilla         | Cartago          |                    |
| 1976 | Maritza Elizabeth Ortiz Calvo      | Cartago          |                    |
| 1977 | Hannia Chavarria Córdoba           | Alajuela         |                    |
| 1978 | Marlene Lourdes Amador Barrenechea | Guanacaste       |                    |
| 1979 | María Lorena Acuña Karpinski       | San José         |                    |
| 1980 | Lorna Marlene Chávez Mata          | Distrito Capital | győztes            |
| 1981 | Trylce Jirón García                | Limón            |                    |
| 1982 | Sigrid Lizano Mejía                | Heredia          |                    |
| 1983 | Gidget Sandoval Herrera            | San José         | győztes            |
| 1984 | Mónica Zamora Velasco              | Puntarenas       |                    |
| 1985 | Maríanela Herrera Marín            | Distrito Capital |                    |
| 1986 | Ana Lorena González García         | San José         |                    |
| 1987 | Alexandra Eugenia Martínez Fuentes | Puntarenas       |                    |
| 1988 | Erika María Paoli González         | Limón            | Top15 középdöntős  |
| 1989 | María Antonieta Sáenz Vargas       | Limón            |                    |
| 1990 | Andrea Murillo Fallas              | Alajuela         |                    |
| 1991 | Eugenie Jiménez Pacheco            | Heredia          |                    |
| 1992 | Marisol Soto Alarcón               | San José         |                    |
| 1993 | Laura Odio Salas                   | Distrito Capital |                    |
| 1994 | Silvia Ester Muñoz Mata            | Distrito Capital |                    |
| 2003 | Merilyn Villalta Castro            | Distrito Capital |                    |
| 2004 | Tatiana Vargas Cruz                | Alajuela         |                    |
| 2007 | Ibis Leonela Paniagua Viales       | Guanacaste       |                    |
| 2010 | Mariela Aparicio Alfaro            | San José         | Top15 középdöntős  |
| 2011 | María Fernanda Arias               | Alajuela         |                    |

## Miss Earth-résztvevők
A Miss Earth versenyen 2002 óta vesz részt az ország, a legjobb eredmény egy 3. helyezés volt 2003-ban.
| Év   | Név                                 | Helyezés     |
| ---- | ----------------------------------- | ------------ |
| 2002 | Maria del Mar Ruiz Carballo         |              |
| 2003 | Marianela Zeledón Bolaños           | 3. helyezett |
| 2004 | Karlota Calderon Brenes             |              |
| 2006 | Mari Paz Duarte Camacho             |              |
| 2007 | Natalia Mattey Salas                |              |
| 2008 | Wendy del Carmen Cordero Sánchez    |              |
| 2009 | Malena de los Ángeles Orozco Solano |              |
| 2010 | Allyson Alfaro Caravaca             |              |
| 2011 | Mariela Aparacio                    |              |

## Fordítás
Ez a szócikk részben vagy egészben  a   Miss Costa Rica című angol Wikipédia-szócikk ezen változatának fordításán alapul.  Az eredeti cikk szerkesztőit annak laptörténete sorolja fel. Ez a jelzés csupán a megfogalmazás eredetét és a szerzői jogokat jelzi, nem szolgál a cikkben szereplő információk forrásmegjelöléseként.